# Вінні (волость)
Вінні (ест. Vinni) — волость в Естонії, у складі повіту Ляяне-Вірумаа. Волосна адміністрація розташована в селищі Паюсті.

## Розташування
Площа волості — 486,65 км², чисельність населення станом на 2011 рік становить 5030 чоловік.
Адміністративний центр волості — сільське селище (ест. alevik) Паюсті. Крім того, на території волості знаходяться ще 4 селища: Роела, Туду, Вінні, Віру-Яаагупі, і 37 сіл: Алавере (Alavere), Алліка (Allika), Ангусе (Anguse), Аравусе (Aravuse), Арукюла (Aruküla), Арувялйа (Aruvälja), Інйу (Inju), Каділа (Kadila), Какумяе (Kakumäe), Каннастіку (Kannastiku), Каркусе (Karkuse), Кауквере (Kaukvere), Кехала (Kehala), Коеравере (Koeravere), Куліна (Kulina), Кюті (Küti), Ляхтсе (Lähtse), Лепіку (Lepiku), Мяетагусе (Mäetaguse), Мидріку (Mõdriku), Нурмету (Nurmetu), Обйа (Obja), Паласі (Palasi), Пііра (Piira), Пука (Puka), Расівере (Rasivere), Рістікюла (Ristiküla), Рюнга (Rünga), Саара (Saara), Соонука (Soonuka), Суігу (Suigu), Тамміку (Tammiku), Вана-Вінні (Vana-Vinni), Веадла (Veadla), Ветіку (Vetiku), Виху (Võhu), Вооре (Voore).